# Repaix
Repaix est une commune française située dans le département de Meurthe-et-Moselle, en région Grand Est.

## Géographie

### Localisation
Repaix est située au nord de la partie sud-est du département de Meurthe-et-Moselle, pas loin de l'ancienne frontière franco-allemande d'après la guerre de 1870. La sous-préfecture Lunéville est à 29 km et la préfecture Nancy à 59 km. Sarrebourg est à 25 km, Strasbourg à 80 km et Metz à 85 km.
Le territoire de la commune est limitrophe de 6 communes.
|             | Igney   | Avricourt |
| Autrepierre | Repaix  | Gogney    |
| Verdenal    | Blâmont |           |

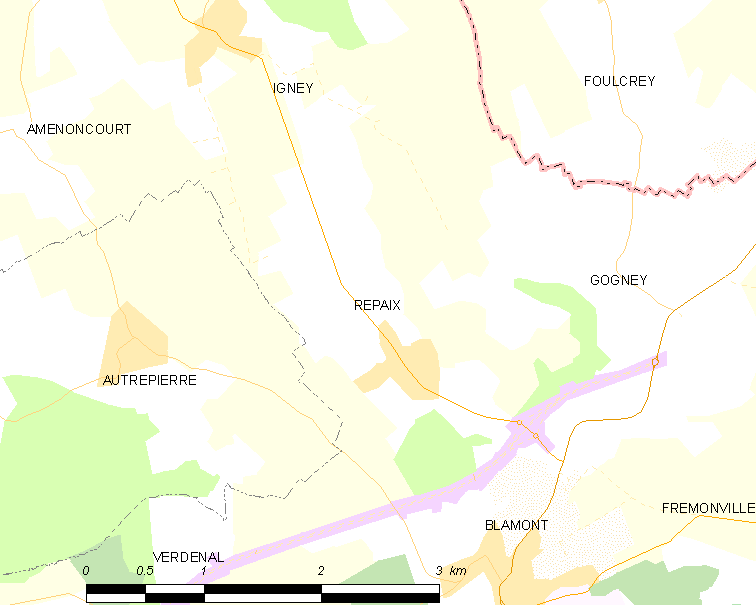
Carte de la commune.
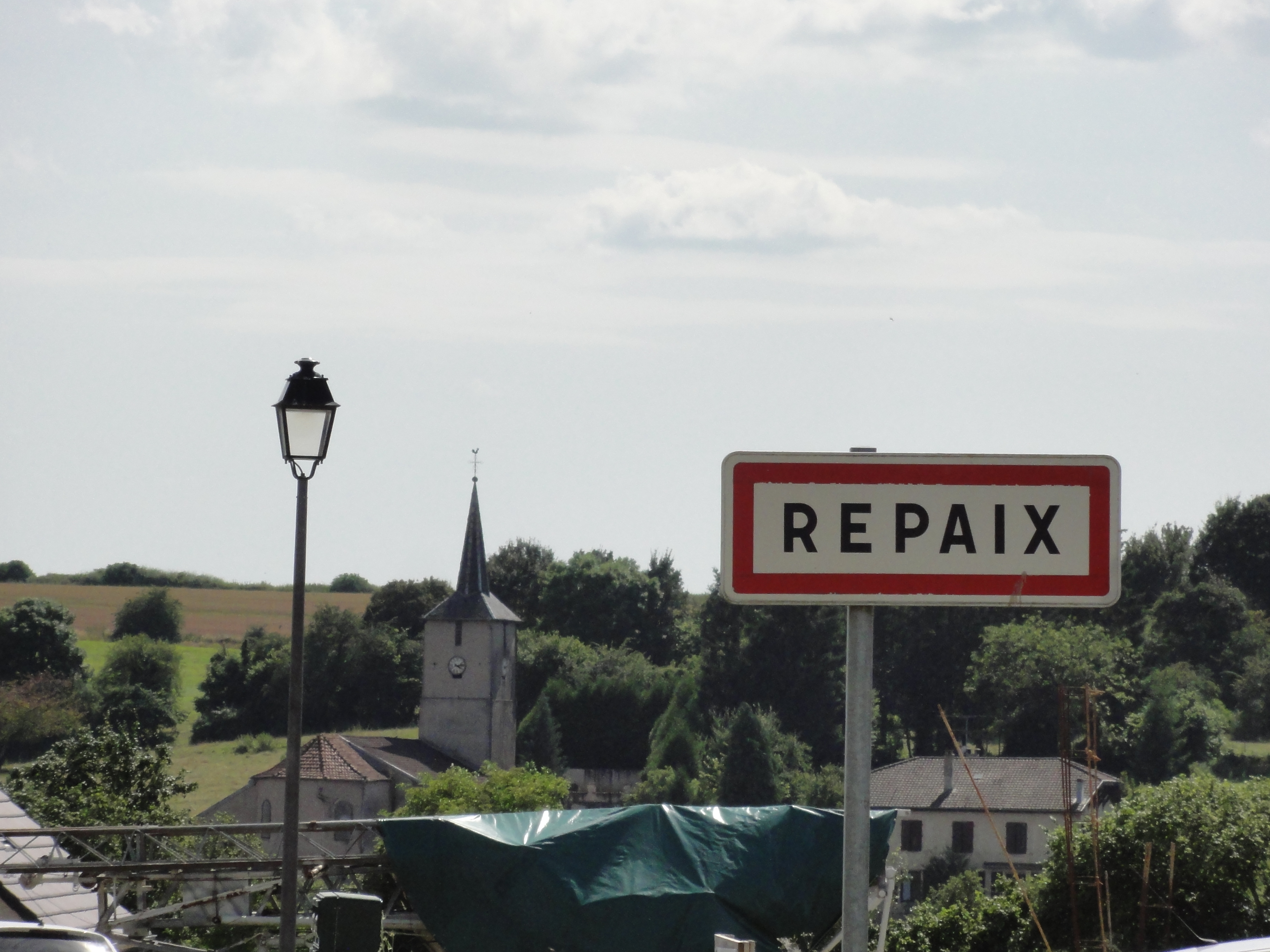
Entrée du village.
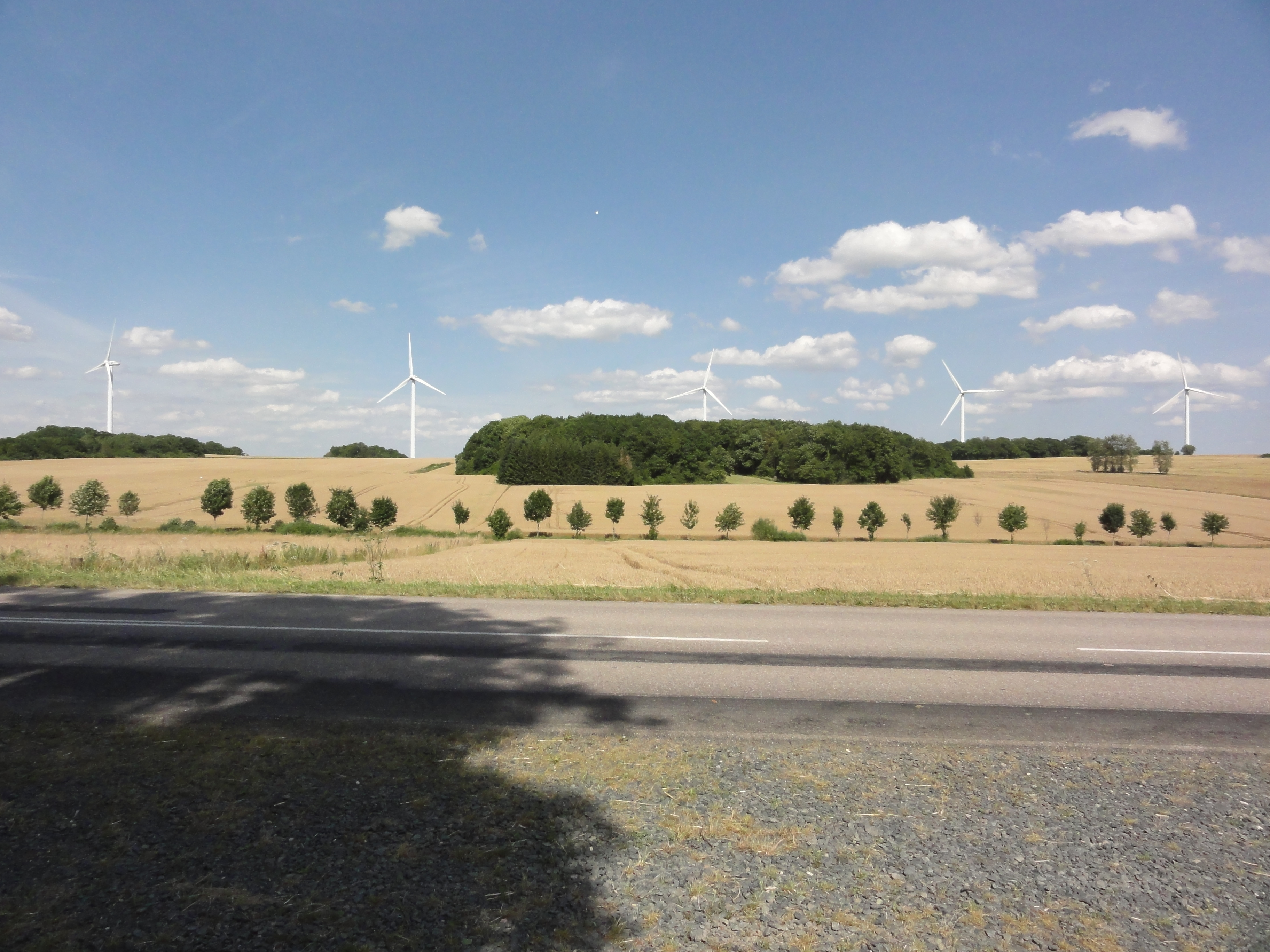
Vue de la vallée vers la colline est.

### Hydrographie
La commune est dans le bassin versant du Rhin au sein du bassin Rhin-Meuse. Elle est traversée par l'Erbisey, ruisseau affluent de la Vezouze, qui coule nord-sud à travers la commune de Repaix dans une longue vallée plate entre deux collines parallèles, légèrement ondulantes, s'étalant entre 279 m et 353 m. Sa source se trouve peu en amont de la commune de Repaix dans celle d'Igney, et son affluence peu après, dans celle de Blâmont,.

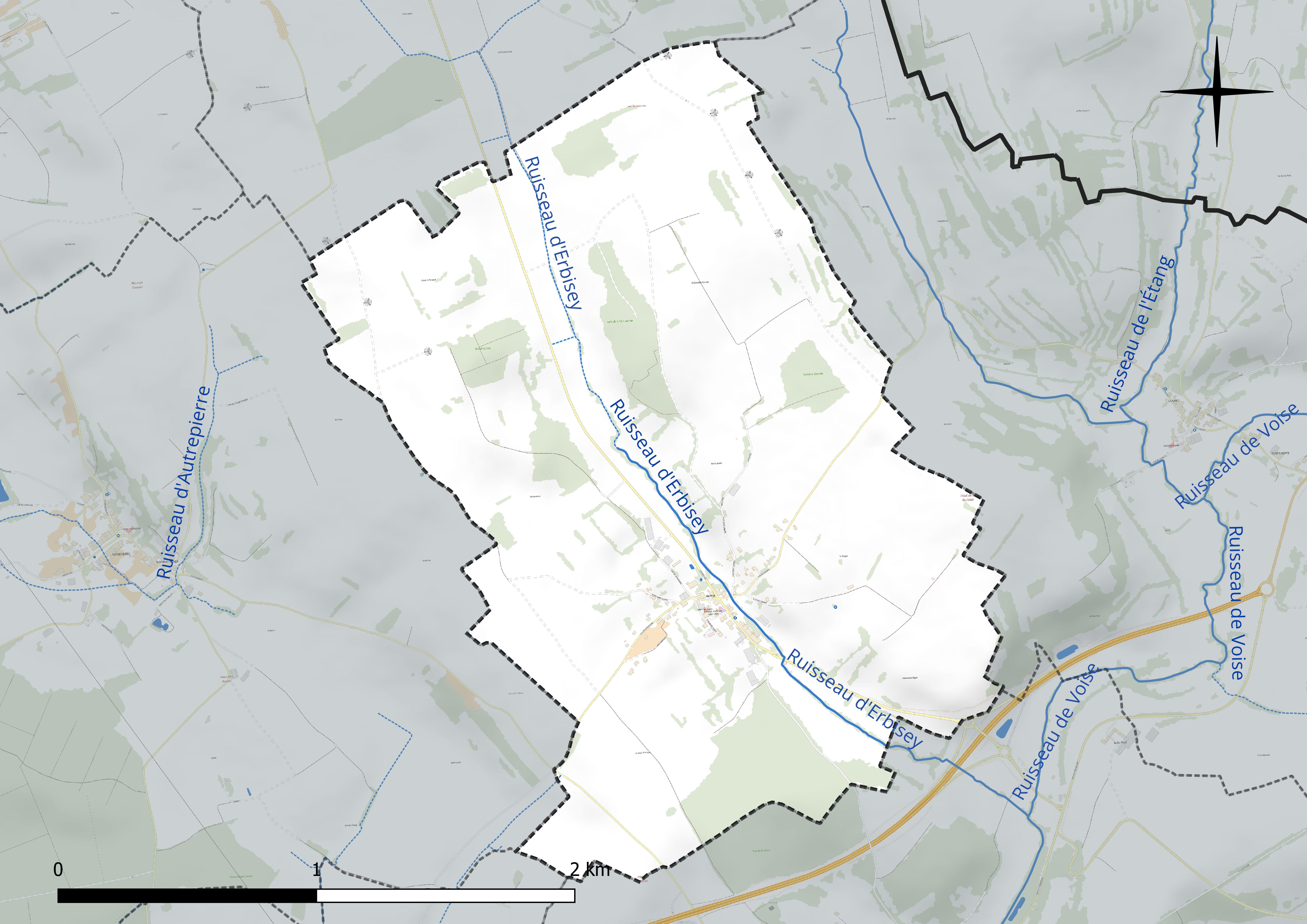
Réseau hydrographique de Repaix.

### Climat
Pour des articles plus généraux, voir Climat du Grand Est et Climat de Meurthe-et-Moselle.
En 2010, le climat de la commune est de type climat des marges montargnardes, selon une étude du Centre national de la recherche scientifique s'appuyant sur une série de données couvrant la période 1971-2000. En 2020, Météo-France publie une typologie des climats de la France métropolitaine dans laquelle la commune est exposée à un climat semi-continental et est dans la région climatique  Vosges, caractérisée par une pluviométrie très élevée (1 500 à 2 000 mm/an) en toutes saisons et un hiver rude (moins de 1 °C).
Pour la période 1971-2000, la température annuelle moyenne est de 9,5 °C, avec une amplitude thermique annuelle de 16,8 °C. Le cumul annuel moyen de précipitations est de 1 022 mm, avec 12,4 jours de précipitations en janvier et 9,7 jours en juillet. Pour la période 1991-2020, la température moyenne annuelle observée sur la station météorologique de Météo-France la plus proche, « St Maurice », sur la commune de Saint-Maurice-aux-Forges à 11 km à vol d'oiseau, est de 10,5 °C et le cumul annuel moyen de précipitations est de 837,4 mm. 
La température maximale relevée sur cette station est de 39,2 °C, atteinte le 25 juillet 2019 ; la température minimale est de −19,9 °C, atteinte le 1er mars 2005,,.
Les paramètres climatiques de la commune ont été estimés pour le milieu du siècle (2041-2070) selon différents scénarios d'émission de gaz à effet de serre à partir des nouvelles projections climatiques de référence DRIAS-2020. Ils sont consultables sur un site dédié publié par Météo-France en novembre 2022.

## Urbanisme

### Typologie
Au 1er janvier 2024, Repaix est catégorisée commune rurale à habitat dispersé, selon la nouvelle grille communale de densité à sept niveaux définie par l'Insee en 2022.
Elle est située hors unité urbaine et hors attraction des villes,.

### Occupation des sols
L'occupation des sols de la commune, telle qu'elle ressort de la base de données européenne d’occupation biophysique des sols Corine Land Cover (CLC), est marquée par l'importance des territoires agricoles (89,5 % en 2018), une proportion sensiblement équivalente à celle de 1990 (89,6 %). La répartition détaillée en 2018 est la suivante : terres arables (48 %), prairies (41,4 %), zones urbanisées (5,3 %), forêts (4,7 %), zones industrielles ou commerciales et réseaux de communication (0,5 %). L'évolution de l’occupation des sols de la commune et de ses infrastructures peut être observée sur les différentes représentations cartographiques du territoire : la carte de Cassini (XVIIIe siècle), la carte d'état-major (1820-1866) et les cartes ou photos aériennes de l'IGN pour la période actuelle (1950 à aujourd'hui).

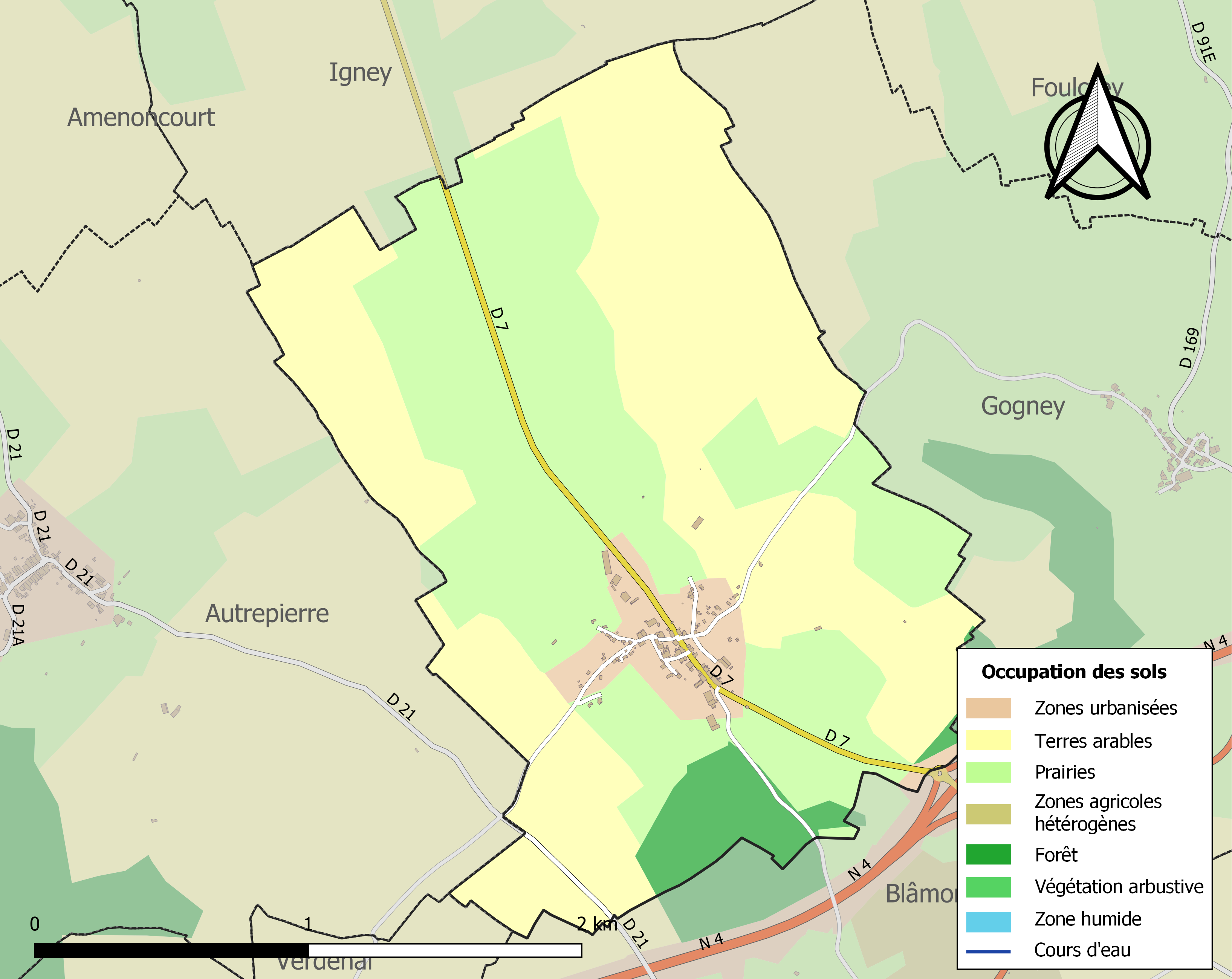
Carte des infrastructures et de l'occupation des sols de la commune en 2018 (CLC).

## Toponymie
Le nom de la localité est attesté sous les formes Ecclesia de Repasco au XIVe siècle ; Respaix en 1322 ; Reppaix en 1332 ; Repas en 1549 ou Repay en 1719.
Lieu de « Répit, tranquillité ».

## Histoire
Présence barbare puis une voie romaine sont les premières traces de ce village.
Repaix est un éventuel fundi, un domaine agricole de l'époque gallo-romaine, rassemblé autour d'une villa romaine.
En 1479, Marguerite de Chambley donne son dénombrement au duc de Lorraine pour le fief de Repaix.
En 1593, les comptes du domaine de Blâmont donnent la liste des servitudes et qu'est de condition que les habitants de Repas viennent plaider pardevant le prévôt de Blamont.
Une nommée Claudotte, femme à Nicolas Chollot de Repaix est brûlée en 1605 comme sorcière.
Nicolas de Martimprey était seigneur de Repaix au XVIIe siècle.
Après les terribles fléaux du XVIIe siècle qui ont ravagé la Lorraine, il ne restait qu'un seul habitant à Repaix, tout comme à Blémerey, Barbas, Autrepierre et plus aucun à Frémonville pendant la guerre de Trente Ans, vers 1636. La tradition a conservé le souvenir de Sinzey, village détruit entre Repaix et Igney, en dénaturant le nom d'Arenzey.
Après sa dépendance à l'archiprêtré de Marsal, Repaix est érigé en succursale le 8 janvier 1847 avec Igney pour annexe.
Adrien de Turckheim quitta l'Alsace après 1870, se fixa à Repaix et devint maire et bienfaiteur de la commune.
La commune a été décorée le 10 août 1922 de la Croix de guerre 1914-1918, et le 11 novembre 1948, de la Croix de guerre 1939-1945.

## Politique et administration

### Finances locales
En 2015, les finances communales était constituées ainsi :
- total des produits de fonctionnement : 132 000 €, soit 1 482 € par habitant ;
- total des charges de fonctionnement : 75 000 €, soit 804 € par habitant ;
- total des ressources d’investissement : 295 000 €, soit 3 312 € par habitant ;
- total des emplois d’investissement : 147 000 €, soit 1 655 € par habitant ;
- endettement : 169 000 €, soit 1 900 € par habitant.

Avec les taux de fiscalité suivants :
- taxe d'habitation : 14,20 % ;
- taxe foncière sur le bâti : 9,10 % ;
- taxe foncière sur les propriétés non bâties : 19,81 % ;
- taxe additionnelle à la taxe foncière sur les propriétés non bâties : 27,57 % ;
- cotisation foncière des entreprises : 15,58 %.

### Liste des maires

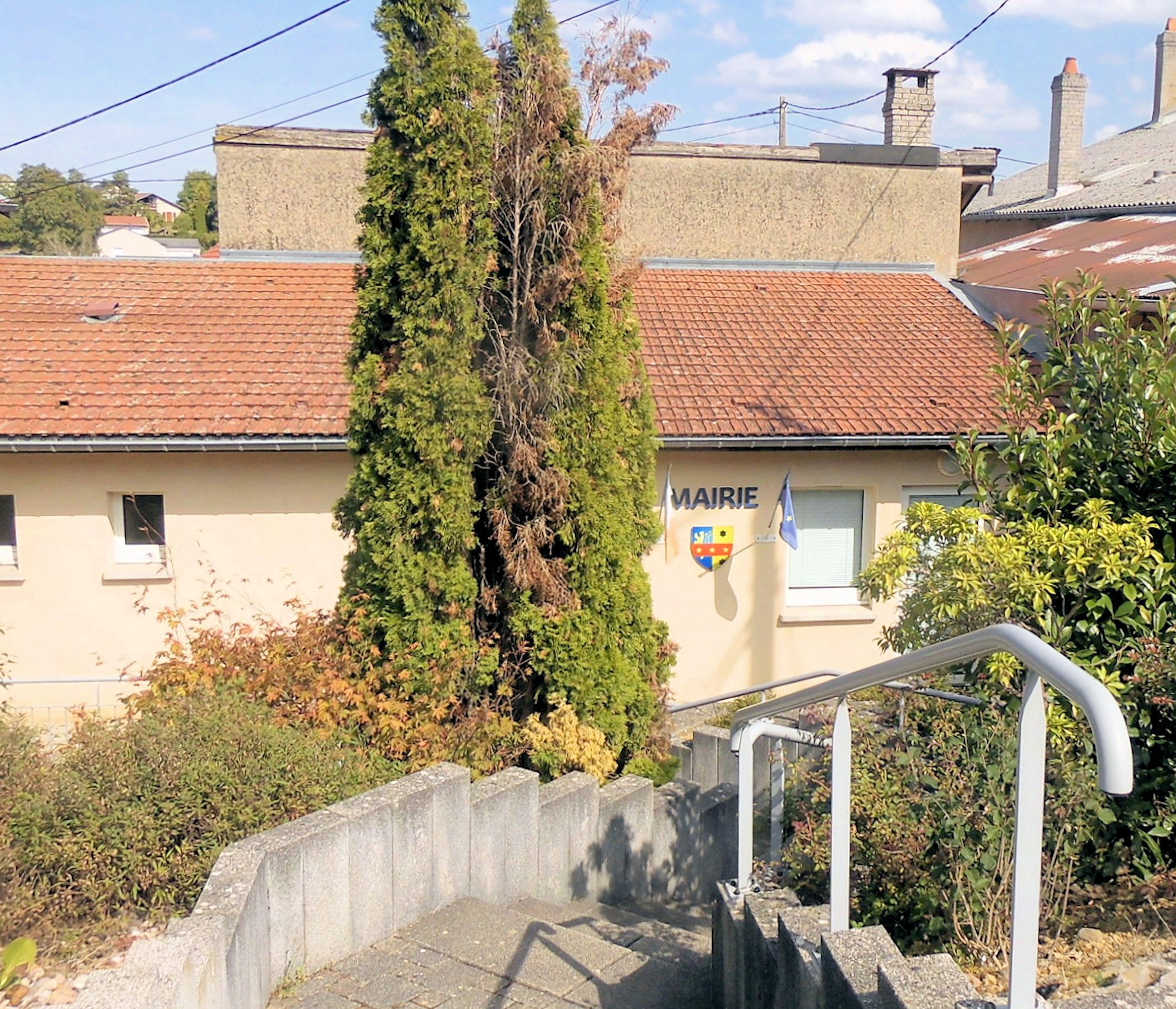
La mairie.

| Période                                  | Période                   | Identité                                     | Étiquette               | Qualité    |
| ---------------------------------------- | ------------------------- | -------------------------------------------- | ----------------------- | ---------- |
| Les données manquantes sont à compléter. |                           |                                              |                         |            |
| 1825                                     | 1829                      | Charles de Muller                            |                         | Colonel    |
| 1900                                     | 1904                      | Adrien de Turckheim                          | Fédération républicaine |            |
| 1908                                     | 1929                      | Adrien de Turckheim                          | Fédération républicaine |            |
| Les données manquantes sont à compléter. |                           |                                              |                         |            |
|                                          |                           | Marcel Nuss                                  |                         |            |
| mars 2001                                | En cours (au 25 mai 2020) | Michel Marcel Réélu pour le mandat 2020-2026 |                         | Technicien |

## Population et société

### Démographie
L'évolution du nombre d'habitants est connue à travers les recensements de la population effectués dans la commune depuis 1793. Pour les communes de moins de 10 000 habitants, une enquête de recensement portant sur toute la population est réalisée tous les cinq ans, les populations de référence des années intermédiaires étant quant à elles estimées par interpolation ou extrapolation. Pour la commune, le premier recensement exhaustif entrant dans le cadre du nouveau dispositif a été réalisé en 2008.

En 2022, la commune comptait 109 habitants, en évolution de +15,96 % par rapport à 2016 (Meurthe-et-Moselle : −0,13 %, France hors Mayotte : +2,11 %).
| 1793 | 1800 | 1806 | 1821 | 1831 | 1836 | 1841 | 1846 | 1851 |
| ---- | ---- | ---- | ---- | ---- | ---- | ---- | ---- | ---- |
| 134  | 91   | 141  | 184  | 194  | 208  | 223  | 227  | 244  |

| 1856 | 1861 | 1872 | 1876 | 1881 | 1886 | 1891 | 1896 | 1901 |
| ---- | ---- | ---- | ---- | ---- | ---- | ---- | ---- | ---- |
| 219  | 212  | 260  | 232  | 222  | 233  | 196  | 176  | 148  |

| 1906 | 1911 | 1921 | 1926 | 1931 | 1936 | 1946 | 1954 | 1962 |
| ---- | ---- | ---- | ---- | ---- | ---- | ---- | ---- | ---- |
| 156  | 156  | 151  | 135  | 134  | 128  | 126  | 141  | 115  |

| 1968 | 1975 | 1982 | 1990 | 1999 | 2006 | 2008 | 2013 | 2018 |
| ---- | ---- | ---- | ---- | ---- | ---- | ---- | ---- | ---- |
| 111  | 83   | 93   | 95   | 84   | 82   | 82   | 89   | 101  |

| 2022 | - | - | - | - | - | - | - | - |
| ---- | - | - | - | - | - | - | - | - |
| 109  | - | - | - | - | - | - | - | - |

## Économie
La monographie communale de 1888 indique que l'activité essentielle était l'agriculture qui, avec des prairies artificielles très fertiles, exploitait le trèfle, la luzerne et le sainfoin ainsi que les céréales, la pomme de terre et la betterave pour l'alimentation humaine ou animale. Il reste toujours quelques exploitations agricoles.
En 2021, Repaix compte environ 8 entreprises essentiellement dans l'activité manufacturière, le commerce en gros pour les bovins, l'élevage et pêche, la culture et l'activité tertiaire,.

## Culture locale et patrimoine

### Lieux et monuments

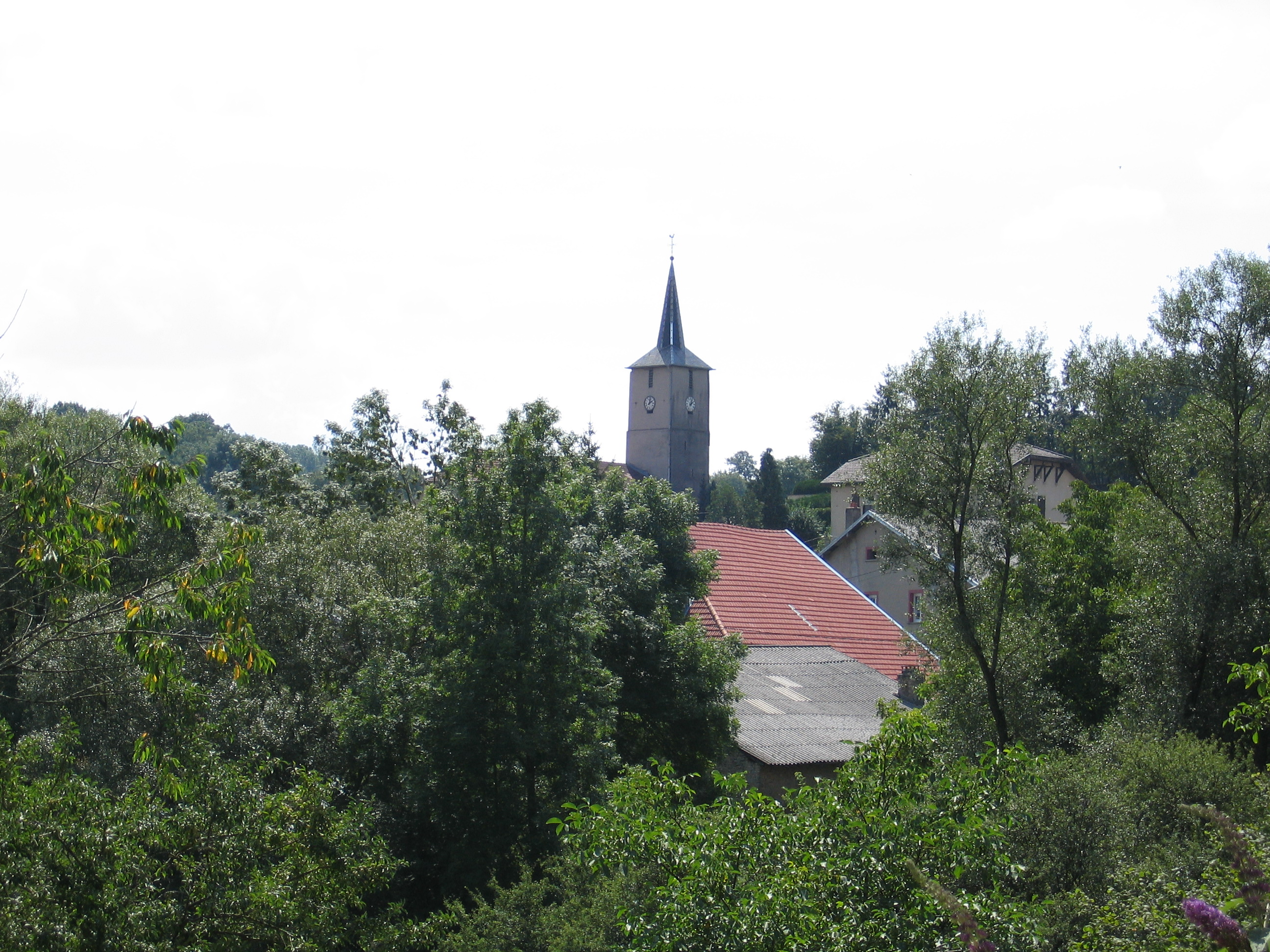
Repaix.

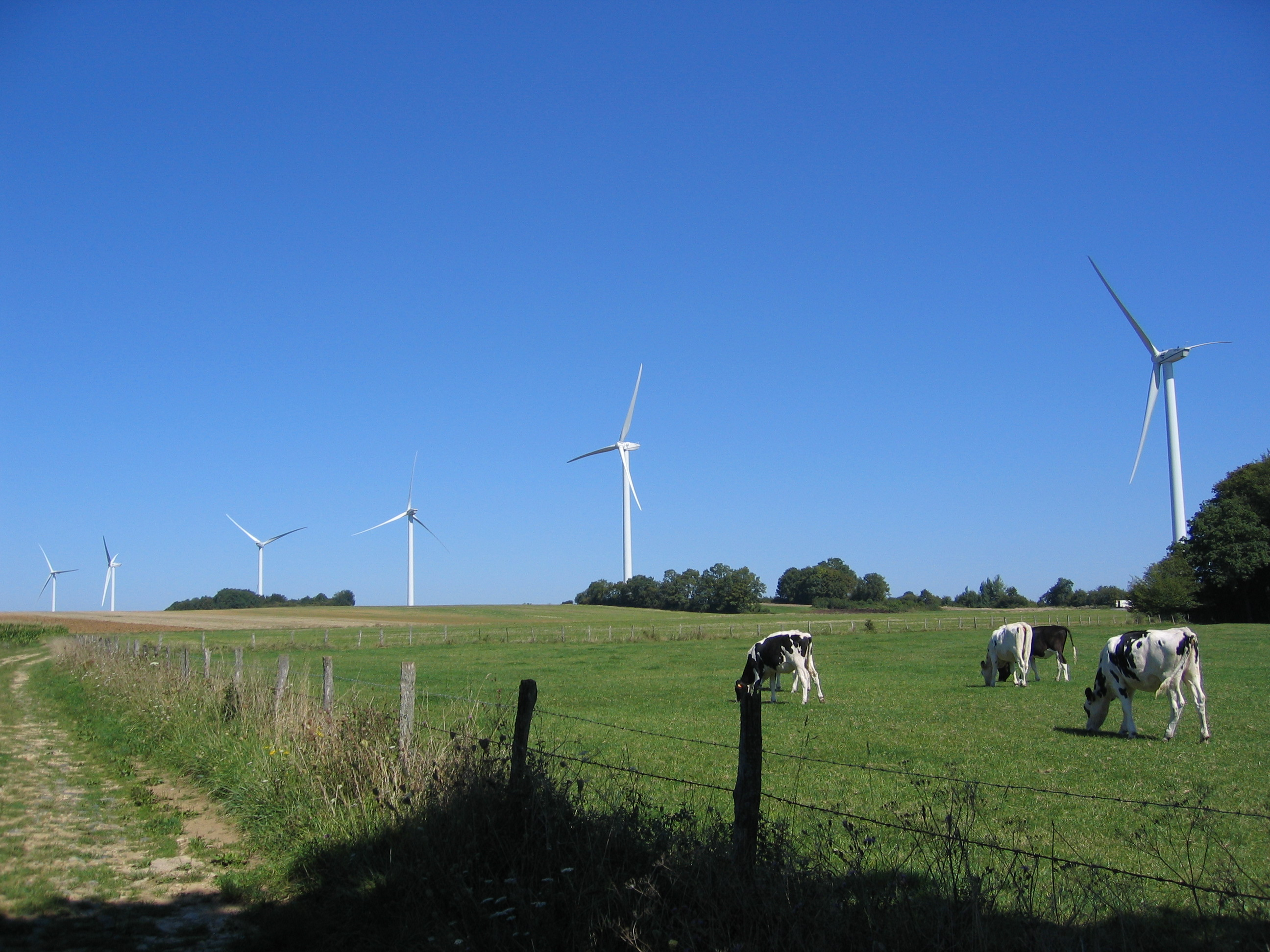
Éoliennes à Repaix.

- Église Saint-Paul du XVIIIe avec une tour romane (clocher)[31].
- Fermes lorraines d'architecture traditionnelle, du XVIe au XXe siècle.
- Cimetière anabaptiste[32], fin du XIXe - début du XXe siècle[33].
- Croix de chemin et croix monumentale[34],[35],[36].
- Monument aux morts[37].
- Ligne de 16 éoliennes, construites en 2005, sur les communes de Repaix, Igney, Amenoncourt et Foulcrey[38], dont la plus haute atteint 120 m.

### Personnalités liées à la commune
- Joseph Antoine Charles de Muller, baron d'Empire, maire de Repaix entre 1825 et 1829, décédé en 1853 à Nancy.
- Le baron Adrien de Turckheim (1866-1948), fondateur de l'entreprise française Lorraine-Dietrich, maire de Repaix entre 1900 et 1929.
- Gilles Fabre, artiste peintre lorrain, mort à Repaix en 2007.

### Héraldique
| Blason de Repaix | Blason  | Parti d'azur au lion d'or la queue fourchue, lampassé de gueules et d'or à deux étoiles à six branches de sable mises en pal, à la fasce de gueules chargée de trois étoiles d'or brochant sur le tout. |
| Blason de Repaix | Détails | Le blason, créé au XXe siècle par François Meyer, combine les armes de deux familles. La fasce avec ses trois étoiles représente la famille de Martimprey (émaux inversés) ; le parti, le lion et les deux étoiles à six branches la famille de Turckheim. Le statut officiel du blason reste à déterminer. |